# Scoot
Scoot ist eine Billigfluggesellschaft aus Singapur mit Basis auf dem Flughafen Singapur. Sie ist eine Tochtergesellschaft der Singapore Airlines. 

## Geschichte
Scoot wurde im November 2011 durch Singapore Airlines als Konkurrenz zu bereits etablierten und stark expandierenden Billigfluggesellschaften im asiatischen Raum gegründet und hat den Betrieb im Juni 2012 aufgenommen.
Gemeinsam mit Nok Air wurde die Tochterfluggesellschaft NokScoot gegründet, die am 5. Mai 2015 den Flugbetrieb aufnahm.
Vom September 2015 bis Juli 2017 führte Scoot als erste Fluggesellschaft der Welt eine Einheitsflotte aus Boeing 787.
Per Juli 2017 fusionierte Singapore Airlines ihre beiden Tochtergesellschaften Scoot und Tigerair, dabei verschwand die Marke Tigerair komplett, nur der IATA-Code TR wurde als solcher von der neuen Tochter übernommen. Bis Mitte 2018 sollten alle Flugzeuge in der Bemalung der Scoot umlackiert sein. Die Auslastung der Flugzeuge lag im Jahr 2017/18 bei 85,7 %.

## Flugziele
Scoot fliegt ab Singapur Ziele in Asien, Australien, Saudi-Arabien und Europa an. Im deutschsprachigen Raum wird Berlin angeflogen. Ab dem 3. Juni 2025 wird auch Wien dreimal wöchentlich bedient.

## Flotte

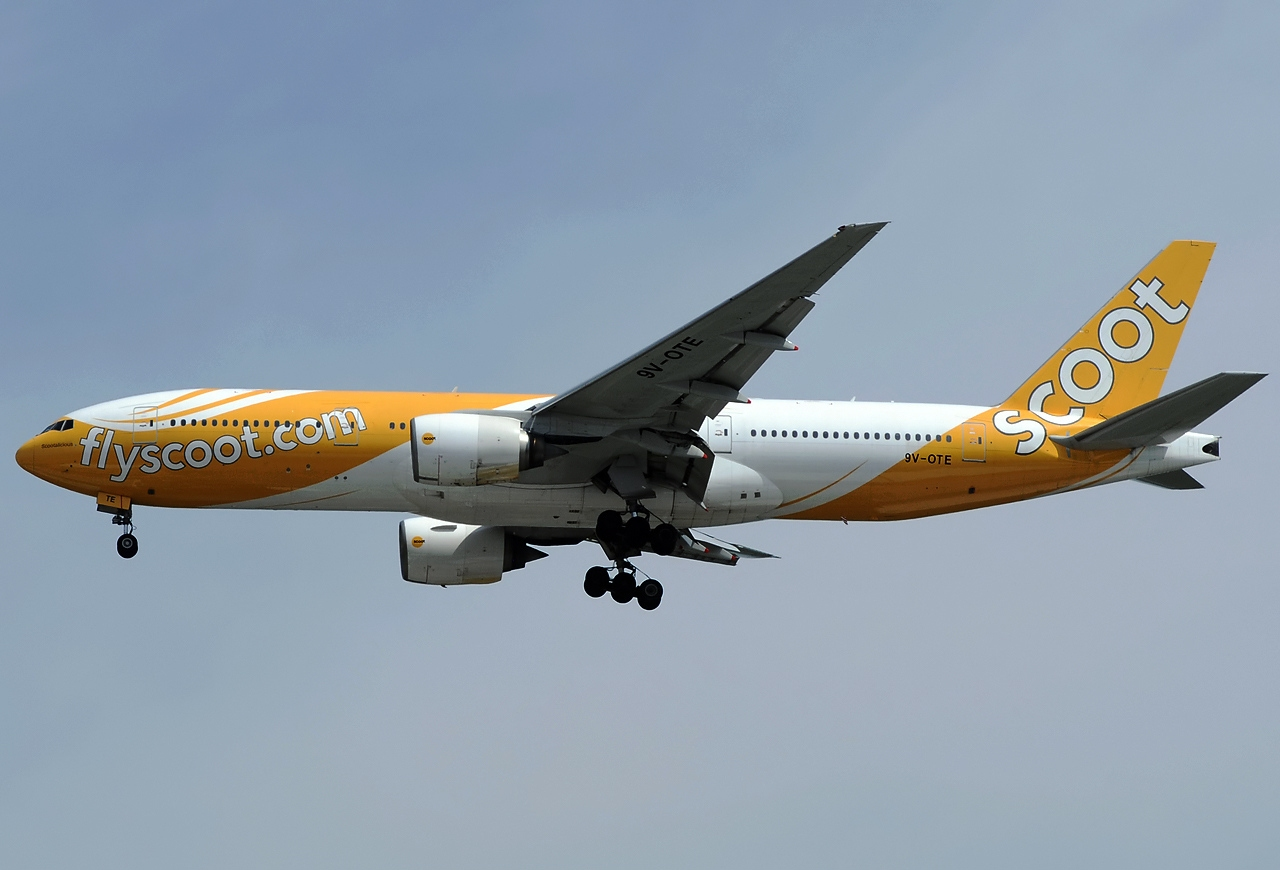
Boeing 777-200ER der Scoot

Mit Stand Januar 2025 besteht die Flotte von Scoot aus 55 Flugzeugen mit einem Durchschnittsalter von 7,2 Jahren:
| Flugzeugtyp     | Anzahl | bestellt | Anmerkungen                                | Sitzplätze | Durchschnittsalter |
| --------------- | ------ | -------- | ------------------------------------------ | ---------- | ------------------ |
| Airbus A320-200 | 14     |          | zwei inaktiv; 8 mit Sharklets ausgestattet | 180        | 11,9 Jahre         |
| Airbus A320neo  | 06     | 12       | fünf inaktiv                               | 186        | 4,8 Jahre          |
| Airbus A321neo  | 09     | 07       |                                            | 230        | 3,3 Jahre          |
| Boeing 787-8    | 11     | 02       |                                            | 329 335    | 7,8 Jahre          |
| Boeing 787-9    | 10     | 04       | eine inaktiv                               | 395        | 8,3 Jahre          |
| Embraer E190-E2 | 05     | 04       | Auslieferung zwischen 2024 und 2025        | 112        | 0,5 Jahre          |
| Gesamt          | 55     | 29       |                                            |            | 7,2 Jahre          |

### Aktuelle Sonderbemalungen
| Typ          | Kennzeichen | Bemalung                                 | Bild                                                  |
| ------------ | ----------- | ---------------------------------------- | ----------------------------------------------------- |
| Boeing 787-9 | 9V-OJJ      | „Pokémon Air Adventure – Pikachu Jet TR“ | Boeing 787-9 „Pikachu Jet TR / Pokémon Air Adventure“ |

### Ehemalige Flotte
Zuvor betrieb Scoot unter anderem auch folgende Flugzeugtypen:
- Airbus A319-100
- Boeing 777-200ER